# Lot Intrudera
Lot Intrudera – amerykański film wojenny z 1991 roku, powstały na podstawie powieści Stephena Coontsa.

## Główne role
- Danny Glover – komandor Frank Dooke Camparelli
- Willem Dafoe – komandor porucznik Virgil Tiger Cole
- Brad Johnson – porucznik Jake Cool Hand Grafton
- Rosanna Arquette – Callie
- Tom Sizemore – Boxman
- J. Kenneth Campbell – komandor porucznik Cowboy Parker

## Fabuła
Jake Grafton jest pilotem uczestniczącym w nalotach bombowych w Wietnamie. Podczas jednego z nich ginie jego przyjaciel. Wstrząśnięty tym wydarzeniem podaje w wątpliwość sens bombardowań prowadzonych przez jego zwierzchników. Razem z nowym partnerem Virgilem Colem decyduje się bez wiedzy przełożonych zbombardować Grummanem A-6 Intruderem skład amunicji w Hanoi. Po sukcesie akcji czeka ich sąd wojenny zamiast nagrody...